# Phytomyza beringiana
Phytomyza beringiana är en tvåvingeart som beskrevs av Griffiths 1975. Phytomyza beringiana ingår i släktet Phytomyza och familjen minerarflugor.
Artens utbredningsområde är Alaska. Inga underarter finns listade i Catalogue of Life.